# Isa Kagenaar
Isa Kagenaar (Breda, 7 maart 2001) is een voormalig Nederlands voetbalspeelster. Van 2021 tot 2023 kwam ze uit voor Feyenoord.

## Clubcarrière
Kagenaar begon als vijfjarige, tussen de jongens van vv SCO. Daarna speelde ze meerdere seizoenen in de 2e divisie bij VV Baronie. Na een voetbalopleiding bij CTO Eindhoven maakt ze in 2020 haar debuut voor Excelsior in de Vrouwen Eredivisie, waarna ze sinds 2021-2022 uitkomt voor Feyenoord.
Op 3 januari 2024 maakte Feyenoord bekend dat Kagenaar per direct stopt met voetballen om zich te kunnen richten op haar maatschappelijke carrière.

## Statistieken
| Seizoen | Club      | Land      | Competitie         | Wedstrijden | Doelpunten |
| ------- | --------- | --------- | ------------------ | ----------- | ---------- |
| 2020/21 | Excelsior | Nederland | Vrouwen Eredivisie | 19          | 0          |
| 2021/22 | Feyenoord | Nederland | Vrouwen Eredivisie | 18          | 0          |
| 2022/23 | Feyenoord | Nederland | Vrouwen Eredivisie | 8           | 0          |
| 2023/24 | Feyenoord | Nederland | Vrouwen Eredivisie | 8           | 0          |
| Totaal  | Totaal    | Totaal    | Totaal             | 52          | 0          |

Laatste update: januari 2024

## Interlandcarrière
Kagenaar speelde (onder de naam Van der Linden) zes wedstrijden voor Oranje O17.